# جيروم تي. شوارتز
جيروم تي. شوارتز هو سياسي أمريكي، ولد في 5 أكتوبر 1951. نشط حزبياً في الحزب الديمقراطي. وقد انتخب عضو جمعية ولاية ويسكونسن ‏.